# Deutsche Bundespost Berlin
El Deutsche Bundespost Berlin (Correo Federal Alemán de Berlín) era el nombre utilizado en los sellos de Berlín Oeste. Suena similar al nombre de los servicios de correo de Alemania Occidental Deutsche Bundespost y era de facto una dependencia de él. De jure, era independiente y se llamaba Landespostdirektion Berlin. La agencia gubernamental para proporcionar servicios de correo y telecomunicaciones para Berlín Occidental. Esta agencia de servicio civil estuvo en funcionamiento desde 1949 hasta 1990.

## Antecedentes históricos
Con el final de la Segunda Guerra Mundial en 1945, la Comisión de Control Aliada reemplazó al gobierno alemán. Alemania se dividió en cuatro zonas de ocupación y Berlín en cuatro sectores; los territorios al este del Oder-Neisse fueron puestos bajo autoridad polaca. Inicialmente, Berlín y las provincias de la zona soviética emitieron sus propios sellos (ver Scott # 11N2), pero en se autorizaron los sellos "Deutsche Post" en 1946 que eran válidos en las zonas estadounidense, británica y soviética.

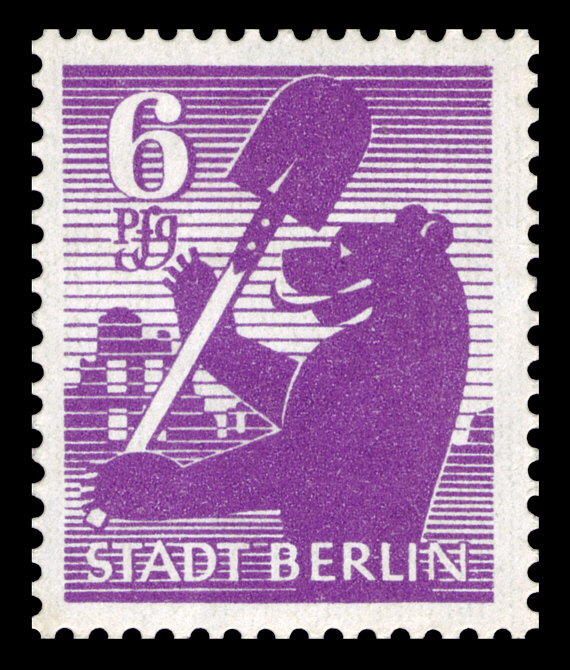
Sello de ocupación rusa para Berlín, 1945, Scott 11N2

Cuando fracasaron las negociaciones sobre una reforma general de la moneda alemana, las zonas occidentales procedieron con la reforma monetaria y el 21 de junio de 1948 se introdujo el marco alemán. En respuesta, la reforma monetaria de Alemania Este se fijó para el 24 de junio de 1948, el Marco de Alemania Este se convirtió en la moneda de la zona de ocupación soviética y Berlín Este, y sus sellos se marcaron con sobreimpresiones. Esto estableció la separación económica de los dos estados alemanes. En julio de 1948, los sellos de la emisión anteriormente común se sobreimprimieron con "Zona de ocupación soviética" y, posteriormente, la zona soviética emitió sellos diferentes a los de la zona oeste, todos, sin embargo, bajo la etiqueta "Deutsche Post". Berlín Oeste ahora comenzó a emitir sus propios sellos el 3 de septiembre de 1948, inicialmente sellos comunes sobreimpresos de "Berlín" del "Deutsche Post". El Marco Alemán (Oeste) se convirtió en la única moneda de Berlín Oeste el 21 de marzo de 1949, y siete meses después, los sellos de la bizona oeste y la zona de ocupación francesa también entraron en vigencia.
La República Federal de Alemania fue fundada el 23 de mayo de 1949, y poco después, la formación de la República Democrática Alemana tuvo lugar el 7 de octubre de 1949. En cada república, el "Deutsche Post" se convirtió ahora en la agencia gubernamental para mantener los servicios postales y de telecomunicaciones, en Alemania Oeste el "Deutsche Post" pasó a llamarse "Deutsche Bundespost" en 1950, y en Alemania Este el término DP (de la RDA) fue mantenido.
Berlín Oeste conservó su estatus especial ya que permaneció bajo la autoridad de las fuerzas de ocupación estadounidenses, británicas y francesas. Por lo tanto, continuó emitiendo sus propios sellos, estos sellos también entraron en vigencia en Alemania Oeste el 1 de enero de 1950.

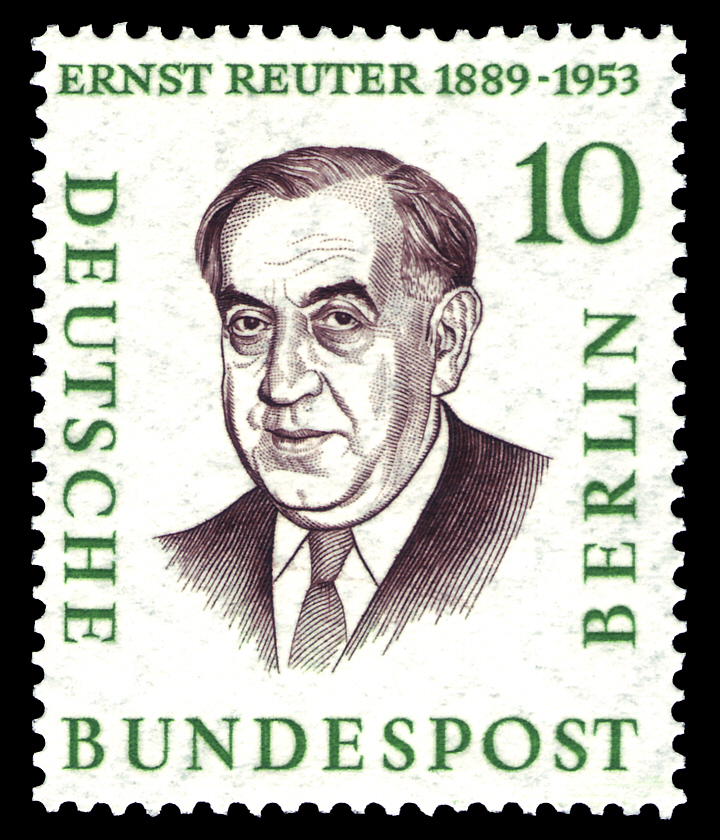
Ernst Reuter, alcalde de Berlín Oeste, Scott # 9N150

## Actividad
Los primeros sellos se emitieron como "Deutsche Post", en 1952 la inscripción se cambió a "Deutsche Post Berlin" y tres años después a "Deutsche Bundespost Berlin". Muchos sellos tenían el mismo aspecto que los sellos de la República Federal de Alemania con solo cambiar la inscripción, mientras que otros eran claramente diferentes.
Según el catálogo Scott, durante sus 41 años, la DBP Berlín emitió cerca de 900 sellos, a saber, 592 sellos diferentes, incluidos muchos conmemorativos, más 285 diseños semipotos; no hay sellos de correo aéreo ni sellos oficiales. Los temas de las conmemorativas y semipostales incluyen tópicos comunes (es decir, naturaleza, deportes, artes), cuestiones científicas y técnicas y sellos históricos. Los sellos adicionales del DP consistieron en sellos oficiales (44 tipos). Todos los sellos se emitieron en Deutsche Mark Este y también eran válidos en Alemania Oeste. El último sello fue emitido el 27 de septiembre de 1990 (Mi #879).
Con la reunificación de 1990, el DBP Berlín pasó a formar parte del Deutsche Bundespost, que a su vez se convirtió cinco años más tarde en Deutsche Post AG. En este proceso, sus sellos (comenzando con Mi #326) se hicieron válidos para toda Alemania hasta el 31 de diciembre de 1991.